# 隆特拉斯山脈國家公園
15°09′47″S 39°20′46″W / 15.163°S 39.346°W
隆特拉斯山脈國家公園（葡萄牙語：Parque Nacional da Serra das Lontras），是巴西的國家公園，位於該國東北部巴伊亞州，成立於2010年6月11日，佔地1.1萬公頃，覆蓋阿拉塔卡和烏納地區。